# Ondřej Pavelec
Ondřej Pavelec (Kladno, Checoslovaquia, 31 de agosto de 1987) es un portero profesional checo de hockey sobre hielo. Actualmente juega para los Winnipeg Jets de la Liga Nacional de Hockey (NHL). También jugó para los Atlanta Thrashers antes de que se mudaran a Winnipeg.

## Carrera
Antes de jugar en la NHL, Pavelec jugó dos temporadas con las Águilas Gritonas del Cabo Bretón de la Liga de Hockey Juvenil de Quebec (QMJHL). Durante su estancia en el Cabo Bretón, Pavelec ganó el Jacques Plante Memorial Trophy por tener el GAA más bajo de la liga, el Raymond Lagacé Trophy por el novato defensivo del año y la RDS Cup por el novato del año.
Fue reclutado por los Atlanta Thrashers con el 41.er puesto en la clasificación general en el 2005 NHL Entry Draft. Jugó 7 partidos con los Thrashers y fue enviado a su equipo afiliado a la AHL, los Chicago Wolves. Durante esa temporada con los Wolves, Pavelec les ayudó a ganar la Copa Calder. Pasó 5 temporadas entre los Lobos y los Thrashers.
El 8 de octubre de 2010, durante un partido contra las capitales de Washington, Pavelec se derrumbó y perdió el conocimiento. Fue sacado en camilla del hielo y llevado al hospital. Los médicos dijeron que la causa del colapso fue el síncope neurocardiogénico y que había sufrido una conmoción cerebral cuando su cabeza golpeó el hielo antes. Fue dado de alta del hospital el 11 de octubre de 2010.